# チェゲト
チェゲト（ロシア語: Чегет）とは、ロシア連邦における核兵器のブリーフケース（核のカバン）である。名称は、ロシア連邦南部のカバルダ・バルカル共和国、ジョージアとの国境近くにそびえるチェゲト山にちなんでおり、ロシア連邦の戦略核兵器の最高指揮及び統制を行う自動システムの「カズベク」（こちらも山の名前が由来）の一部である。
ロシア連邦の前身、ソビエト連邦時代の1985年頃から運用されている。

## 発射方法

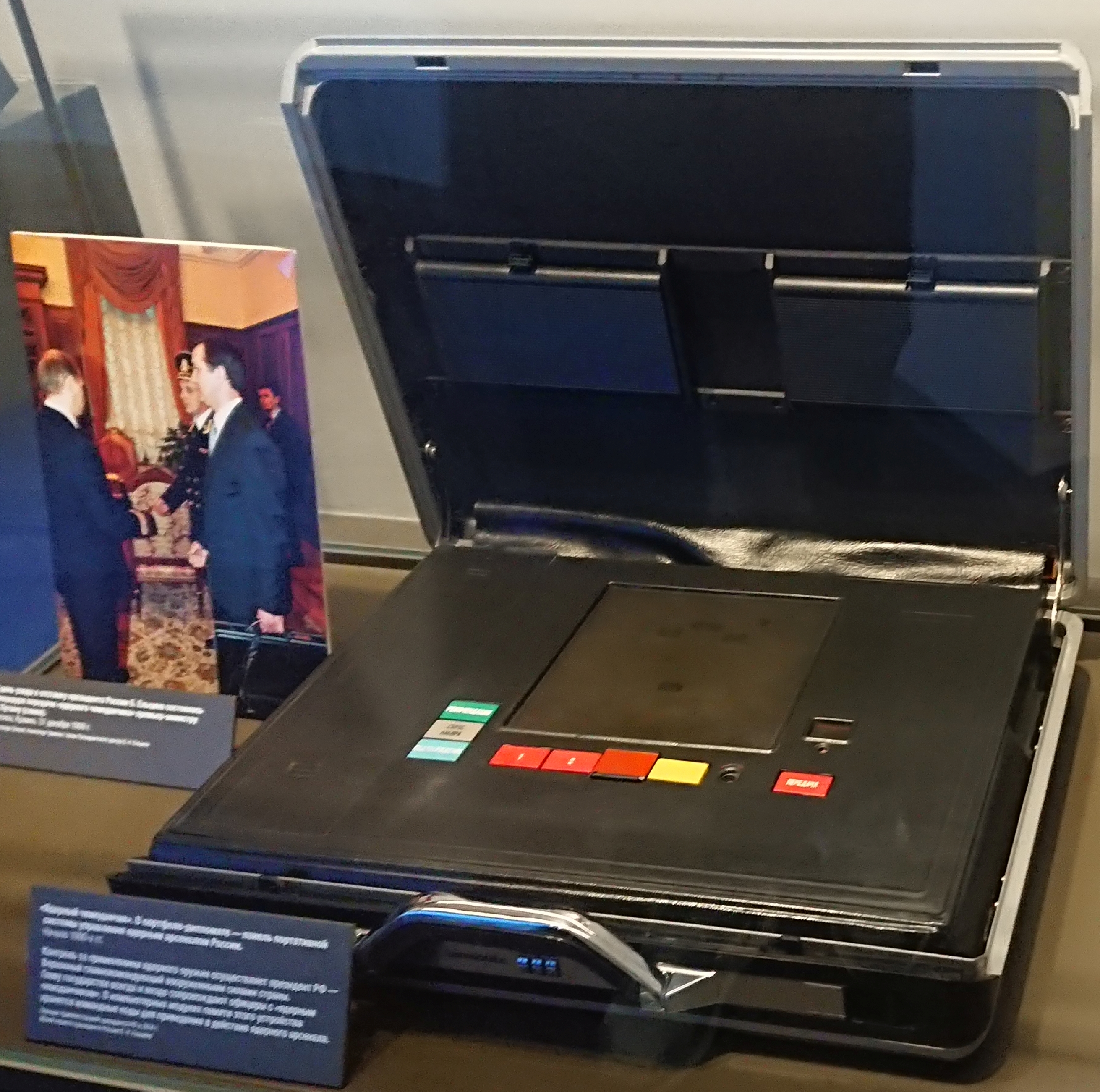
1990年代まで使用されていた「チェゲト」の実物。2014年からエリツィンセンターが所蔵。

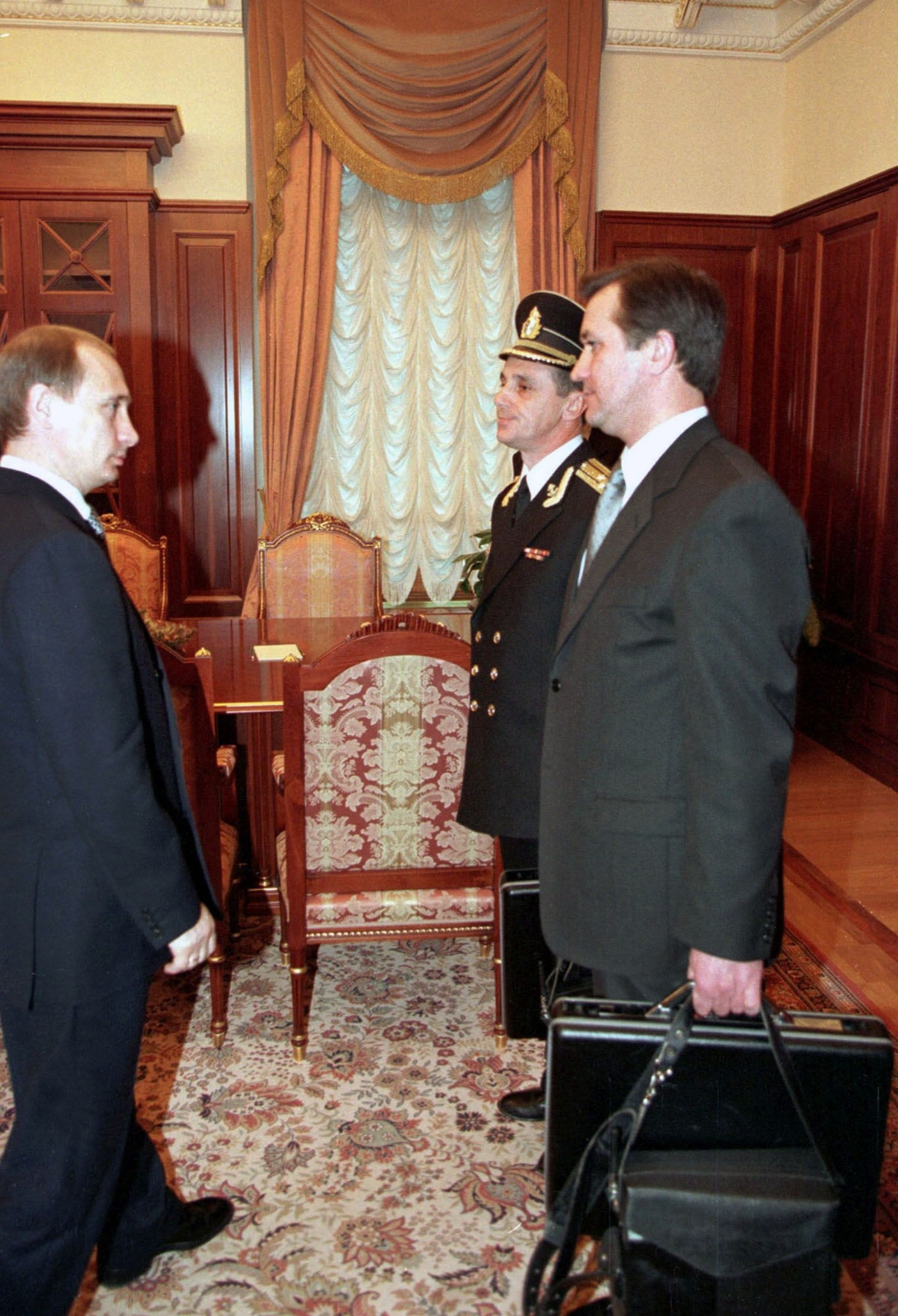
大統領代行に就任し、チェゲトを受け取るウラジーミル・プーチン（1999年12月31日）

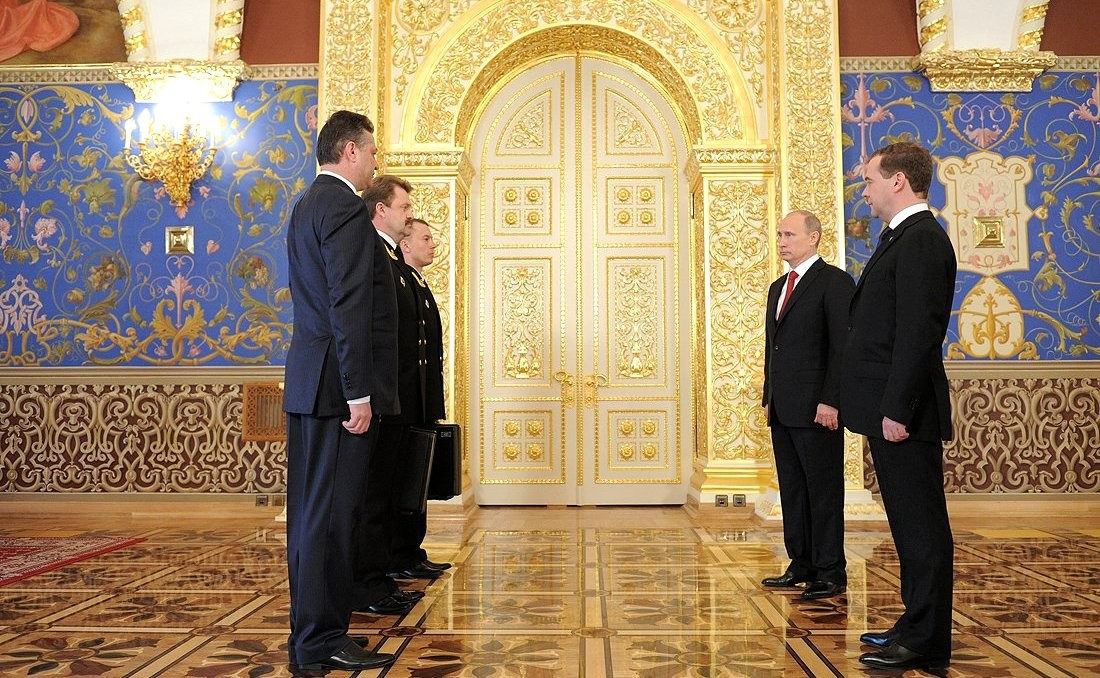
ドミートリー・メドヴェージェフからプーチンへの大統領交代に伴う引き継ぎセレモニー（2012年5月7日）

チェゲトの中身とされる、ボタンが並んだ機械が2019年にロシアの国営テレビで初めて放送されたが、詳細は謎に包まれている。チェゲトを操作すると大陸間弾道弾（ICBM）など核兵器が即座に発射されるわけではなく、発射指令を戦略核戦力を指揮する軍司令部に送るためのシステムと推測されている。コードネーム「カフカズ」と呼ばれる特殊な通信システムと繋がっており、核兵器を使用するかどうかについて決断を下すまでの間に政府高官とコミュニケーションを取ることを容易にすると共に、順を追って戦略的核兵器の指揮・統制に関わるあらゆる人員・機関を対象とする「カズベク」に接続される。
ロシア連邦大統領の就任時に引き継がれ、彼に付き従う士官がこのチェゲトを持ち歩く。チェゲトは大統領だけでなく、国防相および参謀総長とともに運用されると推測されており、3人全員の操作が必要という説と、2人で作動するという説がある
このブリーフケースが実際に国防相および参謀長に命令を出せるというのが明らかな事実であるとは一般に考えられていない。
ロシアはソ連時代と同じく「トリプルキー」方式を取っており、まず大統領がこのチェゲトに保管されたコードを国防相へ送り、国防相が自身のコードと組み合わせて、それをさらに参謀総長へ送る。参謀総長が自身の保有する最後のキーと合わせたコードをミサイル発射施設に送信する。このコードの伝達はロシア連邦軍参謀本部作戦総局が実行・管理を行い、15分から20分ほどで完了すると言われている。

## 歴史
ソ連が健在だった1980年代初頭、ユーリー・アンドロポフ政権で開発され、1985年3月にゴルバチョフが最高指導者となった時から運用が始まっている。

### ノルウェーロケット事件
1995年1月25日のノルウェーロケット事件では、ノルウェーとアメリカ合衆国の研究者が打ち上げたオーロラ観測用ロケットをロシアが先制核攻撃と誤認し、当時のボリス・エリツィン大統領は翌日、「私は初めて核のボタンを使う準備をした」と述べた。これは攻撃に備えて核のブリーフケースが実際に運用された唯一の例である。ロケット打ち上げ計画は事前に連絡済だったが、ロシア側担当者が文書を紛失し、早期警戒レーダーの担当部局に伝わっていなかった。

### 2022年ロシアのウクライナ侵攻
2022年ロシアのウクライナ侵攻開始後、プーチンのウラジーミル・ジリノフスキー葬儀への参列（4月8日）時などで随行者が黒いカバンを持ち歩いている様子がテレビ放映され、北大西洋条約機構（NATO）の軍事介入を牽制する意図があるのではないかと報道されている。